# ماروآلومائینتی
ماروآلومائینتی (به لاتین: Maroalomainty) یک منطقهٔ مسکونی در ماداگاسکار است که در Ambovombe District واقع شده‌است.
 ماروآلومائینتی  ۱۸٬۰۰۰ نفر جمعیت دارد و ۲۱۰ متر بالاتر از سطح دریا واقع شده‌است.